# Lights (Butcher-Lehn-Tilbury-Album)
Lights ist ein Album von John Butcher, Thomas Lehn und John Tilbury. Die am 26. Mai 2016 im Londoner Veranstaltungsort Cafe Oto entstandenen Aufnahmen erschienen am 1. November 2023 auf dem Label Fataka.

## Hintergrund
Dieses Trio besteht aus John Butcher an den Saxophonen, Thomas Lehn am analogen Synthesizer und John Tilbury am Piano. Dasselbe Trio nahm im Juni 2012 im City University Music Studio ein Album mit dem Titel Exta auf, das auch bei Fataka veröffentlicht wurde. Darüber hinaus spielte im Februar 2016 ein Trio bestehend aus Butcher, Lehn und dem Pianisten Matthew Shipp live im Cafe Oto; das daraus resultierende Album Tangle wurde 2016 bei Fataka veröffentlicht. Butchers Verbindungen zu Tilbury reichen mindestens bis zu seiner Aufnahme „Trinity (Matchless)“ aus dem Jahr 2008 mit AMM zurück, bestehend aus Tilbury und Eddie Prevost (während Keith Rowes vorübergehender Abwesenheit) – eine Aufnahme, die zu Spekulationen führte, Butcher könnte sich AMM anschließen.

## Titelliste
- John Butcher, Thomas Lehn, John Tilbury: Lights (Fataka 16)[2]

1. Pilot 7:47
2. Flood 11:59
3. Arc 18:31
4. Sky 17:30

Die Kompositionen stammen von John Butcher, Thomas Lehn, John Tilbury.

## Rezeption

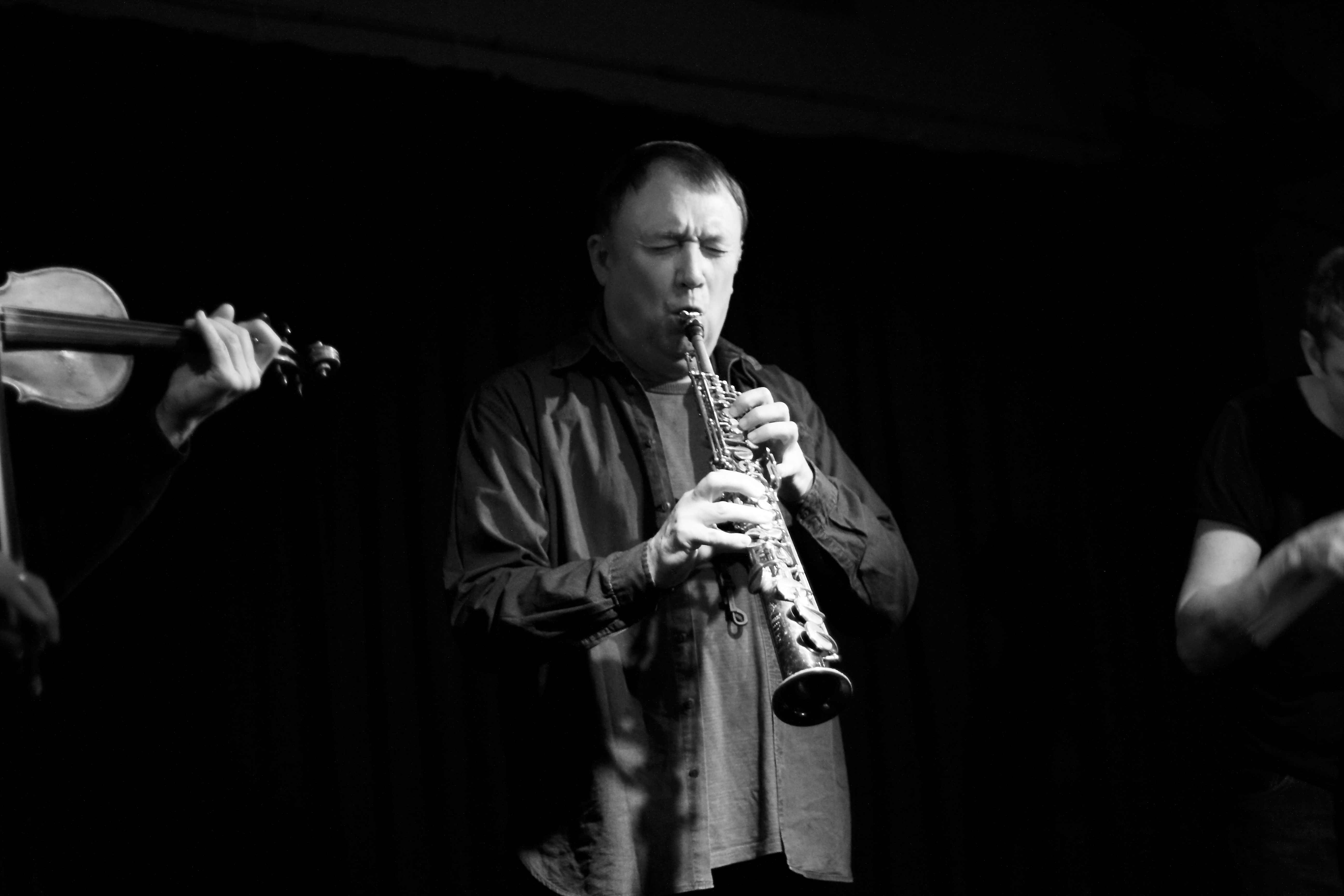
John Butcher im club W71, Weikersheim 2017

John Tilbury habe mehr als einmal die Meinung vertreten, dass einige improvisierende Spieler (er nennt keine Namen) zu lange spielen und nicht genug darauf achten, was die anderen tun. Er hatte vorgeschlagen, dass ein improvisierender Musiker nicht mehr als ein Drittel der verfügbaren Zeit spielen sollte, schrieb John Eyles in All About Jazz. Getreu seiner Ansicht gebe es hier lange Zeiträume, in denen Tilbury nicht spielt, und wenn er spielt, würde er spärliche Klavierakkorde oder einzelne Töne beitragen, die sehr atmosphärisch sind. Während Butchers und Lehns Spiel lauter sei als das von Tilbury, klinge es genauso zurückhaltend und atmosphärisch wie das des Pianisten. Insgesamt würden die Beiträge der drei Spieler zusammenpassen und sich perfekt ergänzen. Das Album als Ganzes sei ein fesselndes Hörerlebnis, egal wie oft man es wiederholt. Es habe bereits jetzt alle Merkmale eines zukünftigen Klassikers.